# Туратбеков Досали
Досали Туратбеков (1903, село Боз-Булун (Сабатар) Пржевальського повіту Семиріченської області, тепер Ак-Суйського району Іссик-Кульської області, Киргизстан — 20 грудня 2001, місто Бішкек, Киргизстан) — радянський киргизький державний діяч, голова Іссик-Кульського та Фрунзенського облвиконкомів. Депутат Верховної ради Киргизької РСР. Депутат Верховної ради СРСР 2—3-го скликань.

## Життєпис
Народився в селянській родині. У 1916 році разом із батьками втік від російських репресій до Китаю. Після повалення царату родина повернулася до села Боз-Булун Пржевальського повіту. До 1921 року виховувався в дитячому будинку.
З 1923 року навчався на дев'ятимісячних курсах із підготовки секретарів волвиконкомів. З 1924 року працював секретарем виконавчих комітетів Тюпської та Тургенської волосних рад Киргизької автономної області.
У серпні 1925 — травні 1927 року навчався у Середньоазіатському комуністичному університеті імені Леніна в Ташкенті, закінчив два курси.
До грудня 1927 року — секретар Ат-Башинського районного комітету комсомолу (ВЛКСМ) Киргизької АРСР.
З грудня 1927 по липень 1928 року працював інспектором виконавчого комітету Наринської кантонної ради Киргизької АРСР.
Після проходження стажування в Киргизькому обласному комітеті ВКП(б) направлений на роботу в селище Кизил-Кію. З липня 1928 по травень 1929 року працював завідувачем радянсько-партійної школи для робітників, шахтарів, вантажників Кизил-Кії.
Член ВКП(б) з 1929 року.
У травні 1929 — січні 1930 року — завідувач відділу агітації і пропаганди Кизил-Кійського районого комітету ВКП(б).
З січня по грудень 1930 року — студент Середньоазіатського бавовняного інституту, закінчив один курс. Працював у земельних органах Киргизької АРСР.
До 1933 року — завідувач організаційного відділу Кизил-Кійського районого комітету ВКП(б).
У 1933—1934 роках — 1-й секретар Ат-Башинського районного комітету ВКП(б) Киргизької АРСР. У 1934—1937 роках — 1-й секретар Кіровського (Кара-Буринського) районного комітету ВКП(б) Киргизької АРСР; 1-й секретар Іссик-Кульського районного комітету ВКП(б) Киргизької АРСР.
У 1937 році був заарештований органами НКВС. До 21 липня 1938 року перебував у в'язниці під слідством, потім був звільнений.
З вересня по грудень 1939 року — заступник завідувача сільськогосподарського відділу ЦК КП(б) Киргизії.
У грудні 1939 — 1940 року — голова Організаційного бюро Президії Верховної ради Киргизької РСР по Іссик-Кульській області.
У 1940—1942 роках — голова виконавчого комітету Іссик-Кульської обласної ради депутатів трудящих.
У жовтні 1942 — грудні 1944 року — народний комісар землеробства Киргизької РСР.
У 1944—1950 роках — голова виконавчого комітету Фрунзенської обласної ради депутатів трудящих.
Закінчив Курси перепідготовки керівних кадрів при ЦК ВКП(б).
У липні 1950—1953 роках — міністр радгоспів Киргизької РСР.
У 1953—1959 роках — заступник міністра сільського господарства Киргизької РСР із кадрів.
З 1960 року — персональний пенсіонер союзного значення.
У 1960—1964 роках — директор Киргизького павільйону Виставки досягнень народного господарства (ВДНГ) СРСР.
З 1964 року працював завідувачем приймальні Президії Верховної ради Киргизької РСР.
Потім — на пенсії в місті Бішкеку.
Помер 20 грудня 2001 року в Бішкеку.

## Нагороди
- два ордени Трудового Червоного Прапора
- орден Вітчизняної війни І ст.
- орден «Знак Пошани»
- медалі
- Заслужений працівник сільського господарства Киргизької РСР